# Eyal Nachmias

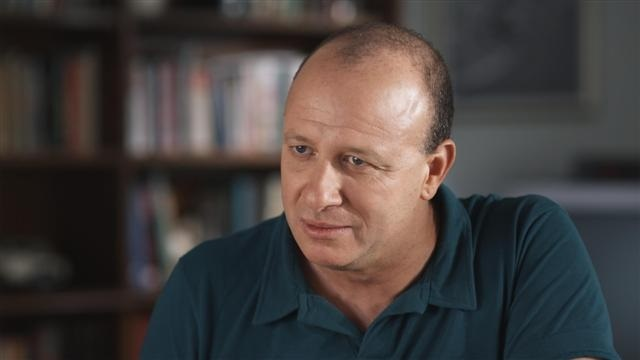
Eyal Nachmias (2014)

Eyal Nachmias (hebräisch אייל נחמיאס; * 1967 in Haifa) ist ein israelischer Schauspieler und Synchronsprecher.

## Leben
Eyal Nachmias absolvierte in Tel Aviv eine professionelle Schauspielausbildung und ist seit 1989 als Schauspieler aktiv. Er wirkte in mehreren Filmen und Fernsehserien mit. Seit 1992 ist er auch an verschiedenen Theatern als Darsteller tätig. Er ist zudem als Schauspiellehrer aktiv.
Als Synchronsprecher war Nachmias einige Jahre lang die israelische Stimme von Homer Simpson in der Zeichentrickserie Die Simpsons sowie auch in Die Simpsons – Der Film. Daneben synchronisiert er auch Videospiele und Computerspiele.

## Filmografie (Auswahl)
Filme
- 1989: Yossele, Ech Ze Karah
- 1999: HaGarin HaKashe
- 2009: Bena
- 2012: HaHaim Bentaim

Serien
- 2008: Ha-Pijamot
- 2013: Sabri Maranan
- 2013: Ha-Shminiya
- 2019: Betoolot